# Parti travailliste d'Antigua-et-Barbuda
Le Parti travailliste d’Antigua-et-Barbuda (Antigua and Barbuda Labour Party ou ABLP) est un parti politique social-démocrate d’Antigua-et-Barbuda fondé en 1946.

## Historique
L'Antigua Labour Party nait en 1951 comme le bras politique de l'Antigua Trades and Labour Union sous la direction de Vere Bird. Il devient le premier parti d'Antigua-et-Barbuda dès ses premières élections en 1951 avec huit sièges sur les huit du Parlement, puis celles de 1956, 1960 et 1965. En 1968, George Walter qui avait mener la scission au sein de l'ATLU crée un nouveau mouvement le Mouvement travailliste progressiste en quittant le Parti travailliste avec ses amis. En 1971, le nouveau parti défait le Parti travailliste. Le fils de Vere Bird, Lester Bird, en prend la tête en 1971 et remporte toutes les élections entre 1976 et 2004. Après dix ans dans l'opposition où il change de nom pour devenir le Parti travailliste d’Antigua-et-Barbuda, il retrouve le pouvoir en 2014 sous la direction de Gaston Browne.
Le parti a été membre consultatif de l'Internationale socialiste à partir de 2008. 